# Panasówka (hromada Skałat)
Panasówka – wieś na Ukrainie w rejonie tarnopolskim należącym do obwodu tarnopolskiego.

## Historia
Przed 1939 rokiem wieś wchodziła w skład Polski. W czasach II Rzeczypospolitej w składzie gminy Kołodziejówka w powiecie skałackim województwa tarnopolskiego.
W 1921 roku Panasówka liczyła 803 mieszkańców, w tym 676 rzymskich katolików, 124 grekokatolików i 3 wyznania mojżeszowego.
Do 2020 w rejonie podwołoczyskim.